# حقوق الإنسان في أيسلندا
تعتبر أيسلندا بشكل عام واحدة من الدول الرائدة في العالم في احترام حقوق الإنسان التي يتمتع بها مواطنوها. حقوق الإنسان مكفولة في القسمين السادس والسابع من دستور أيسلندا. منذ عام 1989، يوجد منصب أمين المظالم. الانتخابات حرة ونزيهة وقوات الأمن تقدم تقاريرها إلى السلطات المدنية ولا يوجد عنف حكومي ويُسمح لمجموعات حقوق الإنسان بالعمل دون قيود. الحرية الدينية مضمونة، والتمييز على أساس العرق أو الجنس أو الإعاقة أو اللغة أو غيرها من العوامل غير قانوني.
اللجنة العامة للبرلمان الأيسلندي، ألثينغي، مسؤولة عن الرقابة التشريعية لحقوق الإنسان.
في مقابلة عام 2012 مع عضو في لجنة حقوق الإنسان التابعة للأمم المتحدة، أشار إلى مشكلتين رئيستين لحقوق الإنسان في أيسلندا: «عدم المساواة بين النساء والرجال وخاصة في سوق العمل» و«الاعتداء الجنسي على الأطفال».

## أمين المظالم في البرلمان الأيسلندي
يُنتخب أمين المظالم في البرلمان الأيسلندي من قبل البرلمان. يمكن للأفراد تقديم ملف شكاوى إلى أمين المظالم حول تصرفات الموظفين العموميين، وربما يطلب أمين المظالم الاطلاع على تقارير الحكومة وإجبار المسؤولين على الإدلاء بشهاداتهم. على الرغم من أنه يمكن لأمين المظالم فقط إصدار التوصيات وليس الأوامر، فإن الحكومة تعمل بناءً على تلك التوصيات بشكل عام. وأمين المظالم ليس أميناً للمظالم من أجل حقوق الإنسان. ولا تتضمن قوانين أمين المظالم أي ذكر لحقوق الإنسان.

## الحريات المدنية
يضمن دستور أيسلندا حرية التعبير والصحافة. تتمتع أيسلندا بحرية إنترنت كاملة وحرية أكاديمية وحرية اجتماع وتكوين جمعيات وحرية الدين. توجد أيضاً حرية حركة كاملة داخل البلاد، وحرية السفر إلى خارج البلاد، والخروج من البلاد والعودة. تقبل أيسلندا اللاجئين، والنفي القسري غير قانوني. ومع ذلك، أثرت الأزمة المصرفية في أيسلندا عام 2008 على حريات معينة، من وجهة نظر الاقتصاديَين جون دانييلسون وراغنار أرناسون. فقد أشارا في مقال نُشر عام 2011 إلى أن «الشركات الأيسلندية التي تسعى إلى الاستثمار في الخارج تحتاج إلى إذن من البنك المركزي نادراً ما يُمنح. يحتاج المواطنون الأيسلنديون إلى تصريح حكومي للسفر إلى الخارج، نظراً إلى أن إذن البنك المركزي ضروري للحصول على حصص مُحددة من العملات الأجنبية للسفر. أي فرد يسعى إلى الهجرة من أيسلندا يكون مجمداً جزئياً على الأقل من خلال ضوابط رأس المال بحكم عدم قدرته على نقل أمواله إلى الخارج، وهو قيد على الهجرة لا يشاهد عادة في الديمقراطيات. هذا التجاهل للحقوق المدنية للأفراد نتيجة لضوابط رأس المال ينتهك التزامات أيسلندا القانونية بموجب الحريات الأربع الأوروبية».

## حقوق ضحايا الاغتصاب والعنف المنزلي
في حين أنه يمكن معاقبة الاغتصاب بالسجن لمدة تصل إلى 16 عاماً، فإن العقوبة المعتادة لا تزيد عن ثلاث سنوات. كانت هناك شكاوى من أنه في حالات الاغتصاب، يكون عبء الإثبات ثقيلاً لدرجة أنه لا يشجع على الإبلاغ والملاحقة القضائية لمثل هذه الجرائم. على الرغم من أن عقوبة العنف المنزلي يمكن أن تصل إلى 16 عاماً في السجن، حيث يسمح القانون للقضاة «بزيادة العقوبات للأشخاص الذين يرتكبون أعمال عنف ضد أشخاص تربطهم بهم علاقة منزلية أو رابطة وثيقة أخرى»، لم تكن هناك حالات عنف منزلي عام 2010 زيدت فيها العقوبات. علاوة على ذلك، فإن عدد النساء اللواتي يطلبن المساعدة الطبية والمشورة أعقاب الحوادث المنزلية يتجاوز بشكل ملحوظ عدد النساء اللواتي يبلغن عن هذه الحوادث بالفعل، ويفسر بعض المراقبين ذلك بالإشارة إلى ندرة الإدانات الفعلية والعقوبات المخففة لهؤلاء المدانين.
يعرّف القانون الأيسلندي التحرش الجنسي على نطاق واسع جداً، يتضمن بشكل أساسي أي نشاط يُفهم بأنه غير محترم. يمكن لأولئك الذين يعتبرون أنفسهم تعرضوا للتحرش الإبلاغ عن الحوادث إلى لجنة الشكاوى المعنية بوضع المساواة. في حين تملك المحاكم الأيسلندية سلطة إصدار أوامر الاعتقال، فقد اشتكى النقاد من أن مثل هذه الأوامر لم يكن لها التأثير المطلوب لأنها نادراً ما مُنحت واستغرقت وقتاً طويلاً لإصدارها. يملك ضحايا التحرش الجنسي الحق بتمثيلهم من قبل محامين، لكن يختار معظم هؤلاء الضحايا عدم اتخاذ إجراءات قانونية.

## حقوق الأسرة والمساواة بين الجنسين
يحق للأيسلنديين أن يحددوا لأنفسهم عدد الأطفال الذين سينجبونهم، ويتمتعون بحرية الوصول إلى وسائل منع الحمل وكذلك رعاية ما قبل الولادة والتوليد وما بعد الولادة. المرأة متساوية مع الرجل بموجب القانون، ولكنها تكسب أقل في المتوسط. يشجع مركز المساواة بين الجنسين على المساواة بين الرجل والمرأة ويوفر النصيحة والتعليم حول هذا الموضوع لمختلف المؤسسات العامة والخاصة. يُفصل في انتهاكات المساواة بين الجنسين من قبل لجنة الشكاوى الخاصة بوضع المساواة، ويُعين أعضاؤها من قبل وزير الشؤون الاجتماعية والضمان الاجتماعي، الذين يُعينون أيضاً أعضاء في مجلس وضع المساواة، والذي يقدم توصيات لتحسين المساواة في مكان العمل.
يشرح كتيب مركز المساواة بين الجنسين للنساء الأجنبيات في أيسلندا حقوقهن كمقيمات في أيسلندا، ويتضمن أيضاً معلومات حول القانون الأيسلندي فيما يتعلق بالإقامة والزواج والطلاق والحضانة والاستحقاقات الاجتماعية والعنف المنزلي. بالإضافة إلى ذلك، يؤمن معلومات الاتصال للمنظمات التي يمكن أن تساعد النساء في المواقف المهينة. يوضح الكتيب أن الرجال والنساء في أيسلندا متساوون وأن العنف والتهديدات ضد النساء غير شرعيين. كما أنه يشرح بشكل مساعد عدداً من الانتهاكات العملية لحقوق الإنسان التي ربما تواجهها النساء الأجنبيات في حياتهن.
لاحظ مركز حقوق الإنسان الأيسلندي أنه في عام 2006، ما يصل إلى 40% من النساء اللواتي يطلبن اللجوء في مأوى النساء في ريكيافيك مهاجرات. سابقاً، فقدت النساء الأجنبيات حقوقهن في الإقامة بعد أن تركن أزواجهن في غضون ثلاث سنوات بعد حصولهن على تصاريح إقامة، ما أدى إلى حالات بقيت فيها النساء في زواج مهين لتجنب الترحيل. على الرغم من أن الحكومة الأيسلندية اعترفت بأنها تدرك هذه المشكلة وادعت أنها في الممارسة العملية تجدد بشكل روتيني تصاريح الإقامة للنساء في مثل هذه الحالات، فإن العديد من هؤلاء النساء يجهلن هذا العمل. يشرح تعديلان حديثان لقانون الرعايا الأجانب هذه الحالات. يرفض أحد التعديلات تصاريح إقامة للمهاجرات على أساس التعايش مع شركاء يُعتبرون مسيئين، يشجع التعديل الآخر النساء على ترك مثل هذه العلاقات من خلال إعطائهن الفرصة للتقدم بطلب للحصول على نوع آخر من تصاريح الإقامة. بينما يثني مركز حقوق الإنسان الأيسلندي على هذه التعديلات، يقول إنه لم يتم عمل ما يكفي لحماية ومساعدة النساء المهاجرات، لمساعدتهن بشكل خاص على تعلم الأيسلندية وليصبحن أعضاء كاملين في المجتمع.